# 劉隆 (天順進士)
劉隆（1426年—？），字徽林，江西吉安府廬陵縣人，明朝政治人物。進士出身。

## 生平
江西鄉試第七十五名。天順元年（1457年）丁丑科會試第二百七十五名，殿試登進士第二甲第六十一名。

## 家族
曾祖劉思遠。祖父劉孟良。父亲劉寅，曾任訓導。